# Nyctinomops
Nyctinomops là một chi động vật có vú trong họ Dơi thò đuôi, bộ Dơi. Chi này được Miller miêu tả năm 1902. Loài điển hình của chi này là Nyctinomus femorosaccus Merriam, 1889.

## Các loài
Chi này gồm các loài: